# تايلر بلاكوود
تايلر بلاكوود (بالإنجليزية: Tyler Blackwood)‏ هو لاعب كرة قدم بريطاني في مركز الهجوم، ولد في 24 يوليو 1991 في لندن في المملكة المتحدة. لعب مع فينيكس راسينغ وكوينز بارك رينجرز ونادي سانت لويس ونورثامبتون تاون ونيوبورت كونتي.

## وصلات خارجية
- تايلر بلاكوود على موقع قاعدة بيانات كرة القدم.إي يو (الإنجليزية)
- تايلر بلاكوود على موقع Soccerbase.com (لاعب) (الإنجليزية)